# Stefan Brijs
Stefan Brijs est un écrivain flamand (belge néerlandophone) né à Genk le 29 décembre 1969.

## Biographie
En 1999, il met fin à sa carrière d'enseignant pour se consacrer entièrement à la littérature. Faisant une belle place au réalisme magique, De verwording (Perdition, 1997), son premier roman, avait marqué les esprits[réf. nécessaire] et révélé un talent[réf. nécessaire] que viendront confirmer Arend (Aigle, 2000) et le court roman Twee levens (Deux vies, 2001) qui se déroule lors du soir de Noël 2000. Stefan Brijs a rendu hommage à plusieurs écrivains dans une série de programmes télévisés Émile Verhaeren,  Ernest Claes, Alice Nahon, Willem Elsschot, le poète Herman De Coninck...) ainsi que dans des essais biographiques (sur les auteurs d'expression française et néerlandaise Neel Doff et André de Ridder ; sur les Flamands Jan Emiel Daele, Maurice Gilliams, Georges Hebbelinck, Richard Minne, N.E. Fonteyne, Gustaaf Vermeersch, Paul Kenis, Karel van de Woestijne, Ernest Van der Hallen, René De Clercq, Victor J. Brunclair et Roger van de Velde ; sur les écrivains de la ville de Turnhout). C'est alors qu'il va toucher le grand public grâce au Faiseur d'anges vendu à plus de 100 000 exemplaires, couronné par plusieurs prix littéraires et traduit dans une dizaine de langues. Depuis, l'écrivain travaille à une ambitieuse fresque romanesque qui conduira le lecteur en Angleterre à l'époque de la Grande Guerre.

## Source
- « Parution du faiseur d'ange » (consulté le 23 février 2010)